# Bob la Jocurile Olimpice de iarnă din 1968 - Dublu (masculin)
Proba de bob dublu masculin de la Jocurile Olimpice de iarnă din 1968 de la Grenoble, Franța a avut loc în perioada 8-11 februarie 1968.

## Program
| Data         | Runda                      |
| ------------ | -------------------------- |
| 8 februarie  | Manșa 1 și manșa a 2-a     |
| 11 februarie | Manșa a 3-a și manșa a 4-a |

## Rezultate
| Loc | Țară                               | Sportivi                                         | Manșa 1 | Manșa 2 | Manșa 3 | Manșa 4 | Total   |
| --- | ---------------------------------- | ------------------------------------------------ | ------- | ------- | ------- | ------- | ------- |
| 1   | Italia (ITA-1)                     | Eugenio Monti Luciano De Paolis                  | 1:10,13 | 1:10,72 | 1:10,64 | 1:10,05 | 4:41,54 |
| 2   | Germania de Vest (FRG-1)           | Horst Floth Pepi Bader                           | 1:10,76 | 1:10,43 | 1:10,20 | 1:10,15 | 4:41,54 |
| 3   | România (ROU-1)                    | Ion Panțuru Nicolae Neagoe                       | 1:10,20 | 1:11,62 | 1:11,31 | 1:11,33 | 4:44,46 |
| 4   | Austria (AUT-1)                    | Erwin Thaler Reinhold Durnthaler                 | 1:11,27 | 1:11,26 | 1:10,72 | 1:11,88 | 4:45,13 |
| 5   | Marea Britanie (GBR-1)             | Tony Nash Robin Dixon                            | 1:10,57 | 1:11,60 | 1:11,77 | 1:11,22 | 4:45,16 |
| 6   | Statele Unite ale Americii (USA-1) | Paul Lamey Robert Huscher                        | 1:11,30 | 1:11,54 | 1:11,04 | 1:12,15 | 4:46,03 |
| 7   | Germania de Vest (FRG-2)           | Wolfgang Zimmerer Peter Utzschneider             | 1:12,36 | 1:11,94 | 1:10,77 | 1:11,33 | 4:46,40 |
| 8   | Austria (AUT-2)                    | Max Kaltenberger Fritz Dinkhauser                | 1:11,34 | 1:12,15 | 1:11,00 | 1:12,14 | 4:46,63 |
| 9   | Elveția (SUI-1)                    | Jean Wicki Hans Candrian                         | 1:10,60 | 1:11,72 | 1:12,01 | 1:12,65 | 4:46,98 |
| 10  | Elveția (SUI-2)                    | René Stadler Max Forster                         | 1:11,60 | 1:12,74 | 1:12,36 | 1:12,46 | 4:49,16 |
| 11  | Statele Unite ale Americii (USA-2) | Howard Clifton Michael Luce                      | 1:12,10 | 1:12,18 | 1:11,88 | 1:13,15 | 4:49,31 |
| 12  | Italia (ITA-2)                     | Rinaldo Ruatti Sergio Mocellini                  | 1:11,80 | 1:12,29 | 1:13,27 | 1:12,95 | 4:50,31 |
| 13  | Spania (ESP-2)                     | José María Palomo José Manuel Pérez              | 1:11,97 | 1:12,60 | 1:14,34 | 1:12,25 | 4:51,16 |
| 14  | Suedia (SWE-1)                     | Rolf Höglund Börje Hedblom                       | 1:12,77 | 1:13,17 | 1:12,62 | 1:12,63 | 4:51,19 |
| 15  | Marea Britanie (GBR-2)             | John Blockey Mike Freeman                        | 1:12,06 | 1:12,25 | 1:13,79 | 1:13,17 | 4:51,27 |
| 16  | Franța (FRA-1)                     | Bertrand Croset Henri Sirvain                    | 1:12,36 | 1:12,79 | 1:12,35 | 1:13,78 | 4:51,28 |
| 17  | Spania (ESP-1)                     | Eugenio Baturone Maximiliano Jones               | 1:12,76 | 1:14,30 | 1:12,81 | 1:11,67 | 4:51,54 |
| 18  | Suedia (SWE-2)                     | Carl-Erik Eriksson Eric Wennerberg               | 1:12,75 | 1:12,69 | 1:12,84 | 1:13,41 | 4:51,69 |
| 19  | Canada (CAN-1)                     | Purvis McDougall Bob Storey                      | 1:13,89 | 1:12,80 | 1:13,68 | 1:13,73 | 4:54,10 |
| 20  | Franța (FRA-2)                     | Gérard Christaud-Pipola Jacques Christaud-Pipola | 1:11,24 | 1:34,47 | 1:12,49 | 1:13,47 | 5:11,67 |
| –   | România (ROU-2)                    | Romeo Nedelcu Gheorghe Maftei                    | ?       | ?       | ?       | NAT     | –       |
| –   | Canada (CAN-2)                     | Hans Gehrig Harry Goetschi                       | DS      | –       | –       | –       | –       |